# 野生 (アルバム)
『野生』（やせい、Opera Sauvage）は、ヴァンゲリスのアルバム。

## 概要
フランスの映画監督フレデリック・ロシフによる記録映画“Opera Sauvage”のBGM。ヴァンゲリスは同じ監督の作品である「野生の祭典」（La Fete Sauvage）や「動物の黙示録」（L' Apocalypse des Animaux）にも参加している。
7曲目「紅鶴」にはジョン・アンダーソンがハープ演奏で参加している。

## 収録曲
1. 讃歌 - Hymne (2:46)
2. 夢 - Rêve (12:32)
3. 子供 - L'Enfant (5:05)
4. かもめ - Mouettes (2:30)
5. クロマティック - Chromatique (3:31)
6. アイルランド - Irlande (4:47)
7. 紅鶴 - Flamants Roses (11:50)

一部の日本語曲名については、LP時代・CD化以降で異なる場合があり、ここではベスト盤への収録などを含め使用頻度の多いものを優先した。
1.は日本国内盤CD(UICY-9378、2004年発売・紙ジャケット使用)でのみ、「賛歌」と表記されている。
5.は日本国内盤LP(MPF 1302、1980年発売)では「クロマテック」と表記されている。音楽用語で「半音階」のこと。
7.はフラミンゴのこと。